# Dumitru Almaș
Dumitru Almaș (pseudonim pentru Dumitru Ailincăi; n. 19 octombrie 1908, Negrești, județul Neamț – d. 12 martie 1995, București) a fost un prozator, istoric, scriitor, publicist și profesor universitar român, autor de romane istorice și de biografii romanțate. A inițiat în 1967 și a condus, ca redactor șef, revista „Magazin istoric”, până în anul 1971.
A fost consultant istoric la filmele Pintea (1976), Iancu Jianu zapciul (1981) și Iancu Jianu haiducul (1981).

## Viața și activitatea
S-a născut la 19 octombrie 1908 la Negrești, comuna Dobreni din județul Neamț, într-o familie de oameni săraci. A fost fiul Mariei și al lui Ion Ailincăi, care au avut 10 copii, Dumitru fiind cel mai mare dintre aceștia.
Școala primară a făcut-o în satul natal. A făcut studiile secundare la Liceul „Petru Rareș” din Piatra Neamț și a urmat  Facultatea de Litere și Filosofie, din cadrul Universității din București, pe specializarea istorie-geografie  (1929-1933). A făcut un stagiu de redactor la ziarele „Lumea românească” și „Zorile”. A fost doctor în istorie, profesor secundar (1933-1949), conferențiar (1949-1973), profesor la catedra de istorie universală a Facultății de istorie din București (din 1973), la care rămâne profesor consultant și după pensionare. Totodată, a fost și membru în comitetul de conducere al Societății de științe istorice.
Ca ziarist, a condus revista “Santinela”, publicație a Armatei Române în cel de-al doilea Război Mondial și a colaborat la numeroase publicații din țară și de peste hotare. După 1944, a devenit membru marcant al Partidului Național Popular și a fost ales deputat în Parlamentul țării. A fost prorector al Universității Populare din București (1985-1993) și profesor la Facultatea de Istorie a Universității „Spiru Haret” din același oraș (1990-1995). A colaborat la reviste istorice și literare și a alcătuit manuale de istorie pentru diferite trepte de învățământ.

## Distincții
- Ordinul Muncii clasa a III-a (13 octombrie 1964) „cu prilejul aniversarii a 100 de ani de la înființarea Universității din București, pentru activitate îndelungată, contribuție în dezvoltarea științei și merite deosebite în dezvoltarea învățămîntului superior”[5]

## Cărți publicate
- Miron Costin, cronicarul, București, Editura Meridiane, 1973
- Meșterul Manole
- Acolo, în Filioara
- Ne cheamă pământul
- Neculai Milescu-Spătarul
- Alei, codrule fârtate, București, Editura Tineretului, 1956
- Făclia s-a aprins
- Freamătul luminii
- Cetatea de pe stânca verde, București, Editura Tineretului, 1959
- Căderea Bastiliei: Revoluția burgheză din Franța 1789 - 1794, cuvânt înainte de Mihai Ralea, București, Editura Tineretului, 1959
- Fluierașul și alămâia, povestire istorică pentru copii, București, Editura Tineretului, 1962
- Bălcescu, democrat-revoluționar, București, Editura Științifică, 1962
- Trandafirul roșu, București, Editura Tineretului, 1963
- Vestea cea mare
- Un om în furtună
- Nord contra Sud. Războiul civil din Statele Unite ale Americii (1861 - 1865),  București, Editura Științifică, 1965
- Fata de la Cozia
- Vânătoarea lui Dragoș
- Mihai Vodă Viteazul, București, Editura Științifică, 1966
- Viața-i frumoasă, băieți!
- Arcașul Măriei Sale
- Istoria României - manual pentru clasa  a XI-a, Editura de Stat Didactică și Pedagogică, 1969 (coautor: George Buzău și Aron Petric)
- Diamantul negru, București, Editura Militară, 1971
- Decebal, eroul strămoșilor, strămoșul eroilor, București, Editura Meridiane, 1972
- Curtea veche din București, București, Editura pentru Turism, 1974
- Drum de luptă și de glorie: pagini închinate independenței, București, Editura Politică, 1978
- Inorogul cel înțelept, evocare istorică în douăsprezece episoade a vieții lui Dimitrie Cantemir, București, Editura Militară, 1981
- Povestiri istorice
- Popasuri la vetrele istoriei românești
- Vetre de istorie românească, București, Editura Sport Turism, 1988
- Comoara Brâncovenilor: roman istoric, București, Editura Militară, 1977
- Cheia inimii, București, Editura Cartea Românească, 1977
- Eroi au fost, eroi sunt încă, București, Editura Politică, 1975

## În alte limbi
- Bălcescu, a forradalmár (Bălcescu, revoluționarul), traducere în limba maghiară, Bukarest, 1960.[6]